# Планско поље
Планско поље је крашка вртача, или издужене депресија са заравњеним дном и релативно плитким земљиштем наслаганим на плочасто слојевитом херцеговачком лапорастом кршу, са сталним или периодичним воденим токовима. Спада у групу малих поља и припада сливу реке Требишњице, иако је без протока воде, јер се суши током целе године. Ово данас јако слабо насељено подручје углавном се користи за испашу стоке.

## Положај и пространство
Планско поље је предеона целина у сливу реке Требишљице у Источној Херцеговини, смештена на прелазу између Ниске Херцеговине (Хумина) и Високе Херцеговине (Рудина), на самом додиру медитеранске и континенталне климе.
Административно припада општини Билећа у Републици Српској у Босни и Херцеговини. На ободу поља су насеља Пађени, Селишта и Плана, по коме је и добило назив.
Планско поље спада у групу малих поља са укупном површином од 0,696481 km². Налази се на надморској висини од 609 метара.

## Географска прошлост
Планско поље као посебан басен формирано је у Херцеговачком флишу, након што су се прво крајем плиоцена догодили значајни тектонски покрети којима је извршена реорганизација речне мреже, којом је отекло језеро из Гатачког поља. Тада је уништена Пратребишњица, а све површинске реке су постале понорнице. После скрашћавања Претребишњице следила је следећа фаза у којој је изграђена површ висока 700-800 метара, око које је дошло до селективне ерозије и денудиције, и стварања понора у којима је прекинута веза између Фатничког и Планског поља и створено излоловано Планско поље.
У херцеговачком флишу окруженом са свих страна кредним кречњаком, временом је створена посебна хидрографска мрежа. Даљом денудицијом и ерозијом снижавало се дно флишаног басена одношењем материјала кроз поноре, док су околне кречњачке серије остале на релативно истој висини. Тако је створен посебан басен — Планско поље, које нако што је ушло у фазу самосталног басена постаје једно од најмањих крашких поља по површин и најплиће по дубини, у овом делу Херцеговине, са малом површином флишаних седимената и одсуством сталне хидрографске мреже. Да су у Планском пољу остали стални водотокови оно би временом постало знатно дубље од суседног Фатничког и Дабарског поља.

## Клима
Клима у Планском пољу је на преласку са медитеранске на умерено-континенталну.
Температура
Лета су топла, местимично и врло топла, са температуром у распону од 20 °C до 30 °C. Зиме су благе (0-5 °C). Средња годишња температура се креће од 11 °C до 14 °C. Најнижа температура је у јануару са средњом температуром 4,5 °C, а најтоплији у јул са средњом темперауром 22,5 °C. Јесен је топлија од пролећа што је последица маритимног утицаја.
За овај простор карактеристична је појава мраза, првенствено у зимском периоду, ређе у рану јесен и рано пролеће. 
| Клима Планско поље          | Клима Планско поље | Клима Планско поље | Клима Планско поље | Клима Планско поље | Клима Планско поље | Клима Планско поље | Клима Планско поље | Клима Планско поље | Клима Планско поље | Клима Планско поље | Клима Планско поље | Клима Планско поље | Клима Планско поље |
| Показатељ \ Месец           | .Јан.              | .Феб.              | .Мар.              | .Апр.              | .Мај.              | .Јун.              | .Јул.              | .Авг.              | .Сеп.              | .Окт.              | .Нов.              | .Дец.              | .Год.              |
| --------------------------- | ------------------ | ------------------ | ------------------ | ------------------ | ------------------ | ------------------ | ------------------ | ------------------ | ------------------ | ------------------ | ------------------ | ------------------ | ------------------ |
| Апсолутни максимум, °C (°F) | 18,5 (65,3)        | 19,0 (66,2)        | 23,0 (73,4)        | 29,5 (85,1)        | 33,0 (91,4)        | 37,5 (99,5)        | 41,5 (106,7)       | 41,0 (105,8)       | 37,5 (99,5)        | 31,0 (87,8)        | 23,0 (73,4)        | 18,0 (64,4)        | 41,5 (106,7)       |
| Просек, °C (°F)             | 4,5 (40,1)         | 5,5 (41,9)         | 9,0 (48,2)         | 13,5 (56,3)        | 19,0 (66,2)        | 21,5 (70,7)        | 22,5 (72,5)        | 22,5 (72,5)        | 20,5 (68,9)        | 16,5 (61,7)        | 10,0 (50)          | 5,5 (41,9)         | 13,4 (56,1)        |
| Апсолутни минимум, °C (°F)  | −16,5 (2,3)        | −16,0 (3,2)        | −9,0 (15,8)        | −1,0 (30,2)        | 5,5 (41,9)         | 9,0 (48,2)         | 11,5 (52,7)        | 11,5 (52,7)        | 5,0 (41)           | −1,5 (29,3)        | −8,5 (16,7)        | −15 (5)            | −16,5 (2,3)        |
| [ тражи се извор ]          |                    |                    |                    |                    |                    |                    |                    |                    |                    |                    |                    |                    |                    |

Падавине
Годишња количина падавина је неравномерна и просечно се креће око 1.700 мм годиаашнње. Месеци са највише падавина су новембар, и у зимским месецима  од децембара до фебруар. Падавина има највише изван вегетационог периода. Појава снега је ретка, тако да он има мало учешће у укупним падавинама. 
Облачност и влажност ваздуха
Планско поље као и цела област Билећа и Требиња налази се међу најведријим местима у Босни и Херцеговини. Највећа облачност је у децембру и новембру а најмања у августу. Мала облачност утиче на веома дуго трајање сунчаног сјаја, што износи преко 2.200 сати у току године.
Ветрови
Најчешћи ветрови су југо и северац. Северац доноси хладну ваздушну масу са планине, а југо топлије и кишно време.

## Становништво
Кроз историју, од времена Илира и Римљана, Планско поље је увек било добро насељено. Почетком 21. века остало је релативно мало становништва, које се углавном бави сточарством. 